# Callicentrus castaneus
Callicentrus castaneus är en insektsart som beskrevs av Ramos 1979. Callicentrus castaneus ingår i släktet Callicentrus och familjen hornstritar. Inga underarter finns listade i Catalogue of Life.